# 岸和田市立土生中学校
岸和田市立土生中学校（きしわだしりつ はぶちゅうがっこう）は、大阪府岸和田市土生町にある公立中学校。
従来の岸和田市立葛城中学校の校区を分離し、1993年に開校した。校章は、地域にあった旧制泉南郡土生郷尋常小学校（岸和田市立旭小学校の前身）の校章をモチーフとして作成されている。

## 通学区域
- 岸和田市立旭小学校と岸和田市立太田小学校の通学区域。

## 交通
- JR阪和線 東岸和田駅 南東へ約1.3km。